# 音符
音符（おんぷ、英: note）は、西洋音楽の楽譜において、音を書き表すのに使われる符号である。
音符は五線譜などの中で、相対的な音の長さ（音価）と時間的な位置、および高さ（音高）を表す。また、音価によってその形が異なる。それぞれの音符は、符頭（たま）、符幹（ぼう）、符尾(符鈎)（はた）の3部分から成るが、符尾を欠くもの、符幹と符尾を欠くものや、符頭が白抜きのものがある（書籍によっては、符幹（ぼう）と符尾（はた）をまとめて符尾と呼ぶこともあり、またぼうを符尾、はたを符鈎と呼んでいる場合もある）。時間的な位置と音高は、五線譜の中で符頭の位置によって示される。
音符の対になるものに休符（きゅうふ、休止符とも）がある。休符は音の出ないことを表す。休符には音高がないので、原則として譜表上の一定の場所に書かれるが、1つの譜表に複数の声部が書かれるときや、連桁で繋がった音符の間に短い休符を挟むときなどは、適宜上下に移動させる。2分休符以上の休符は、譜線との対応関係を乱さないように移動させ、五線の外に出た場合や譜線がない場合には加線を用いる。休符は「休」という文字が含まれるが、一般的な休みや休暇などの「休んでも良い」という意味ではなく「必ず休め」という指示である。
音符や休符は原則として続けて演奏される。一部の打楽器など長さが無い楽器に対しては音符の長さは休符として扱われる（後述の「全音符」と「4分音符の後に続く3つの4分休符」は打楽器では同じ意味になる。）。

## 基本的な音符と休符の種類
基本的な音符の長さ（音価）は、全音符を基準として、2分割あるいは2倍を繰り返す2の冪の体系となっており、「○分音符」の○に入る数字も2の冪乗数である。
全音符・全休符（ぜんおんぷ・ぜんきゅうふ）
基本となる音価（基本4拍）を持つ。全休符は全音符相当の休止に用いられる他、多くの拍子において、1小節休むことを表す。全休符は線の下に接して書かれる。画像に示すように第3間に書かれるのが原則である。
全音符相当を超える長さの小節で全音符相当の休みとして表示する場合は、左寄せで全休符を書く。1小節休みの場合の表示は、その小節の中央に全休符を書く。
全音符 英 semibreve, 米 whole note, 独 ganze, 仏 ronde 伊 Intero
全休符 仏 pause 伊 semibreve
倍全音符・倍全休符
全音符の2倍の音価を持つ。倍全音符にはいくつかの形がある。倍全休符は4/2拍子の1小節など、倍全音符相当の休止に用いられる他、2小節の休止にも用いられる。また3/2拍子の1小節の休止にも用いられることがある。倍全休符は線と線の間を埋めて書かれ、原則として第3間に書かれる。
英 breve, 米 double whole note, 独 Doppelganze, 仏 carée, 伊(羅) brevis
ロンガ
全音符の4倍の音価を持つ。ロンガ音符は現在の記譜法が確立する以前の時代に用いられていたが、現在では用いられていない。ロンガ休符は現在では4小節の休止に用いられる。
マクシマ
全音符の8倍の音価を持つ。マクシマ音符も現在の記譜法が確立する以前の時代に用いられていたが、現在では用いられていない。マクシマ休符は現在では8小節の休止に用いられる。
2分音符・2分休符（にぶおんぷ/にぶんおんぷ・にぶきゅうふ/にぶんきゅうふ）
全音符の2分の1の音価（基本2拍）を持つ。2分休符は必ず線の上に接して書かれる。画像に示すように第3間に書かれるのが原則である。
2分音符 英 minim, 米 half note, 独 halbe, 仏 blanche, 伊 metà
2分休符 仏 demi-pause, 伊 minima
4分音符・4分休符（しぶおんぷ/しぶんおんぷ・しぶきゅうふ/しぶんきゅうふ）
全音符の4分の1の音価（基本1拍）を持つ。4分休符は下の画像に挙げたものの他、8分休符を左右反転させた形もある。
4分音符 英 crotchet, 米 quarter note, 独 Viertelnote, 仏 noire, 伊 quatro
4分休符 仏 soupir, 伊 semiminima
8分音符・8分休符（はちぶおんぷ/はちぶんおんぷ・はちぶきゅうふ/はちぶんきゅうふ）
全音符の8分の1の音価（基本2分の1拍）を持ち、音符の符尾および休符の黒玉は1つである。8分音符以下の音符では符尾が付くが、同じ音符が続くときなどに符尾をつなげて書くことができる。これを連桁（れんこう）という。連桁によって符尾が煩雑にならないばかりでなく、音符のまとまりがわかりやすくなる。
8分音符 英 quaver, 米 eighth note, 独 Achtelnote, 仏 croche, 伊 ottavo
8分休符 仏 demi-soupir, 伊 croma
（イギリス式英語の crotchet 4分音符と、フランス語の croche 8分音符を混同しないこと）
16分音符・16分休符
全音符の16分の1の音価（基本4分の1拍）を持ち、音符の符尾および休符の黒玉は2つである。
16分音符 英 semiquaver, 米 sixteenth note, 独 Sechzehntelnote, 仏 double croche, 伊 sedecesimo
16分休符 仏 quart de soupir, 伊 semicroma
32分音符・32分休符
全音符の32分の1の音価（基本8分の1拍）を持ち、音符の符尾および休符の黒玉は3つである。
32分音符 英 demisemiquaver, 米 thirty-second note, 独 Zweiunddreißigstelnote, 仏 quadruple croche, 伊 trentaduesimo
32分休符 仏 huitième de soupir, 伊 biscroma
64分音符・64分休符
全音符の64分の1の音価を持ち、音符の符尾および休符の黒玉は4つである。
64分音符 英 hemidemisemiquaver, 米 sixty-fourth note, 独 Vierundsechzigstelnote, 仏 quintuple croche, 伊 sessantaquatresimo
64分休符 仏 seizième de soupir, 伊 semibiscroma
128分音符・128分休符
全音符の128分の1の音価を持ち、音符の符尾および休符の黒玉は5つである。ベートーヴェンのソナタ悲愴の第一楽章やアルカンのグランドソナタの第四楽章などに用例あり。
英 semihemidemisemiquaver, 米 hundred twenty-eighth note, 独 Einhundertachtundzwanzigstelnote, 仏 sextuple croche, 伊 centoventottesimo
256分音符・256分休符
全音符の256分の1の音価を持ち、音符の符尾および休符の黒玉は6つである。ベートーヴェンのピアノコンチェルト第3番の第二楽章などに用例あり。
更に音価の小さい音符・休符
以上の音符・休符から推し進めていけば、より音価の小さい音符・休符としては、512分音符(休符)、1024分音符(休符)、2048分音符(休符)、4096分音符(休符)…が理論上は無限に考えられ、音符の符尾および休符の黒玉は音価が半分になるごとに1つずつ増えていくことになる。実例としては、Anthony Philip Heinrich作曲のToccata Grande Cromaticaに1024分音符(元の譜面では誤って2048分音符となっている)の用例があり、パロディ作品の妖精のエアと死のワルツには65536分音符の用例がある。Finaleで扱える最小の音価は4096分音符であり、GNU LilyPondで扱える最小の音価は1073741824(2の30乗)分音符である。
アメリカ式英語、ドイツ語、イタリア語は、16, 32, 64などの数字を序数で言えば良いので、日本語と相対していてわかりやすい。イギリス式英語、フランス語はそれぞれ独自の言い回しで、慣れが必要である。

## 小節休みの休符
パート譜などで数小節休むときに、全休符がまとめられる。前述の通り、1小節休みには全休符、2小節休みには倍全休符を使うが、それ以上8小節休みまで、それぞれ独特の形を持っている（通常、休符の上に小節数を付記する）。また、それとは別に、付記する数字の数だけの小節を休む休符があり、これは小節数によって形が変わらない。下の図で9小節の休みとなっているものがそれである。現在では前者はあまり使われず、後者が多く使われる。なお、これらの休符に、定まった日本語の呼び名はない。楽譜ソフトやシーケンスソフトによっては、連続休符、長休符、大休符などと呼んでいる。

## 付点音符・付点休符

付点・複付点・3重付点音符(2分音符での例)

付点音符（ふてんおんぷ）は、符頭の右に点を付すことによって、元の音符の1.5倍の長さを表すものである。例えば付点2分音符は2分音符と4分音符、付点4分音符は4分音符と8分音符、付点8分音符は8分音符と16分音符を合わせた長さである。点は真右に付けるが、現代の楽譜では符頭が線にあるとき、すぐ上の間にずらして読みやすくする。1段に複数のパートを書く場合には、下のパートですぐ下の間にずらすこともある。
ある音符の半分の音価の音符の付点音符（すなわちある音符の0.75倍の音符）と元の音符の4分の1の音価の音符を並べると全体で元の音符長さとなり (0.75+0.25=1)、このような組み合わせで使われることが多い。この場合、おおむね19世紀初期の作品までは、必ずしも0.75:0.25、すなわち3:1の割合に分かれず、2:1、5:1、7:1といった割合で演奏すべきものがある。また、6拍子、9拍子、12拍子、18拍子、24拍子といった複合拍子で1拍の長さを表すためにも使われる。
古い楽譜では、点そのものに元の音符の0.5倍の長さの音価があるかのように、点を元の音符の長さだけ離して書いたものがある。この場合、付点を上または下にずらすことはしない。
付点休符（ふてんきゅうふ）は付点音符と同様に、休符の右側に点を付すことによって、元の休符の1.5倍の長さを表すものであるが、実際に多用されるのは付点8分休符・付点16分休符などで、付点2分休符や付点4分休符などはあまり使われない。
付点音符・付点休符に対して、付点の付いていない音符・休符のことを単純音符・単純休符という。

## 複付点音符・複付点休符
複付点音符（ふくふてんおんぷ）は、符頭の右に点を2つ付すことによって元の音符の1.75倍 (1+1/2+1/4) の長さを表すものである。符頭の右に点を3つ付すことによって、1.875倍 (1+1/2+1/4+1/8) の長さを表すこともある（これを「3重付点音符」と呼ぶこともある）。同様にn個付すことによって、(2-1/2n)倍の長さを表すこともある。しかし実際には付点が3つ以上付いた音符が使われることはまれである。(ショパンの「24の前奏曲」第3番ト長調に3重付点音符の用例がある。また、リストの「パガニーニ大練習曲」第2番には4重付点音符の用例がある。)
複付点休符（ふくふてんきゅうふ）も複付点音符と同様の基準によるが、実際には滅多に使われない。
| 種類     | 単純音符(休符) | 付点音符(休符) | 複付点音符(休符) | 3重付点音符(休符) |
| -------- | -------------- | -------------- | ---------------- | ----------------- |
| マクシマ | 32             | 48             | 56               | 60                |
| ロンガ   | 16             | 24             | 28               | 30                |
| 倍全     | 8              | 12             | 14               | 15                |
| 全       | 4              | 6              | 7                | 7+1/2             |
| 2分      | 2              | 3              | 3+1/2            | 3+3/4             |
| 4分      | 1              | 1+1/2          | 1+3/4            | 1+7/8             |
| 8分      | 1/2            | 3/4            | 7/8              | 15/16             |
| 16分     | 1/4            | 3/8            | 7/16             | 15/32             |
| 32分     | 1/8            | 3/16           | 7/32             | 15/64             |
| 64分     | 1/16           | 3/32           | 7/64             | 15/128            |
| 128分    | 1/32           | 3/64           | 7/128            | 15/256            |
| 256分    | 1/64           | 3/128          | 7/256            | 15/512            |
| 512分    | 1/128          | 3/256          | 7/512            | 15/1024           |

## 連符（連音符）
上記システムでは、基本的な音符を、2等分、4等分、8等分、16等分....2n（nは正の整数）等分することはできるが、3等分、5、7等分、9～15等分....することはできない。また3拍子、6拍子、9拍子....などにおいて、付点音符を4等分、8等分、16等分....するときにも連符を使わなければ表記が複雑になる。そのような音価を表記するために、連符（れんぷ、連音符（れんおんぷ）とも）が用いられる。
- 基本的な音符を3等分するためには、3連符を用いる。原音符の2分の1の音価の音符を3つ並べ、3の数字を付す。
- 基本的な音符を5、7等分するためには、5、7連符を用いる。原音符の4分の1の音価の音符を5、7個並べ、5、7の数字を付す。
- 基本的な音符を9～15等分するためには、9～15連符を用いる。原音符の8分の1の音価の音符を9～15個並べ、9～15の数字を付す。ただし、9連符は3連符の3連符として書かれる場合、原音符の4分の1の音価の音符で書かれることになる。
- 以後、同様に基本的な音符を2n+1～2n+1-1（nは正の整数）等分するためには、原音符の2n分の1の音価の音符を2n+1～2n+1-1個並べ、2n+1～2n+1-1の数字を付してこれを2n+1～2n+1-1連符とする。
- 付点音符を等分する場合も同じく、4～5連符は原音符の3分の1の音価の音符を4～5個並べ、7～11連符は原音符の6分の1の音価の音符を並べ、13～23連符は原音符の12分の1の音価の音符を並べ....としていく。
- まれに、1拍の長さを表す付点音符の3分の2の音価の音符を2つ並べて1拍を2等分する2連符が用いられることがある。例えば、付点4分音符を2等分するのに、付点8分音符2つではなく、4分音符2つを並べた2連符を使うという具合である。主にフランスで用いられた記法であるとする楽典のテキストもある。
- いずれの場合も、原則として実際の音価より長い音符の中で一番近いものを使う。また連符の中で音符に休符が混じったり、連符によって生じた単位が結合あるいは更に細分（場合によっては2重以上の連符）されたりすることもある。
- 複雑なケースとしては、分割前の元の音の長さが基本的な音符や付点音符1つで表せないような場合、付す数字に「：」の記号を使う場合がある。例えば、8分音符5個分の長さを6等分する場合には、表記としては8分音符を用い、付す数字の部分は「6：5」、あるいは分割前の元の音の長さを明示して「6：5♪」と表記する。

下の図で 最初の連符はその合計の音価が2分音符 2つ目以降は全て4分音符である。
連符 英語 multiplets, tuplets フランス語 division ternaire ドイツ語 Unregelmässige Unterteilungen イタリア語 suddivisioni irregorari
3連符 英語 triolet フランス語 triolet ドイツ語 Triole イタリア語 terzina
4連符 英語 quartolet フランス語 quartolet ドイツ語 Quartole イタリア語 quartina
5連符 英語 quintolet （クィントレット） フランス語 quintolet （キャントレ） ドイツ語 Quintole イタリア語 quintina
6連符 英語 sextolet フランス語 sextolet ドイツ語 Sextole イタリア語 sestina
7連符 英語 septolet フランス語 septolet ドイツ語 Septole イタリア語 settimina
8連符 英語 octolet フランス語 octolet ドイツ語 Oktole イタリア語 ottavina
9連符 英語 nonolet フランス語 nonolet ドイツ語 Nonole イタリア語 nonina

## その他の長さの音符
その他の長さを正確に書き表すためには、音符の場合にはタイを用いて音価を結合する。休符の場合には、単に並べるだけである。また音符・休符の長さが算術的に1つの音符・休符で表せる長さである場合も、拍子感が一見して分かるように複数の音符を用いてタイで音価を結合するまたは複数の休符を並べることがある。

## 和音の書き方
和音は、基本的には符頭を垂直に重ねるように書き、符幹を持つ音符の場合は符幹を共有するように書く。ただし、2度堆積の場合は符頭を左右にずらすように書き、その場合でも符幹を持つ音符の場合は符幹を共有するように書く。また、増1度などのような譜表上の高さが同じで臨時記号が異なる音の和音は、符幹を持つ音符の場合は符幹を二股以上に枝分かれさせ、全音符（あるいは倍全音符）のような符幹を持たない音符の場合は二股以上に枝分かれさせた符幹の代わりに角カッコを用いる。また、四角形の倍全音符の和音の場合は、3度堆積の場合に普通に垂直に重ねると音高の判別が困難になるため、3度堆積の場合であっても通常の音符の2度堆積の場合と同様に左右にずらすように書く。

## 音符の一覧

マクシマ音符
ロンガ音符
倍全音符
倍全音符（別形）
全音符
2分音符
4分音符
8分音符
16分音符
32分音符
64分音符
128分音符
256分音符

## 休符の一覧

マクシマ休符
ロンガ休符
倍全休符
全休符
2分休符
4分休符
8分休符
16分休符
32分休符
64分休符
128分休符
256分休符

## 音符・休符の文字コード一覧

### JIS X 0213に収録されているもの
日本語の文字コードを定めたJIS X 0213に規定されている音符類の記号の、対応するコードおよび名称を示す（JIS X 0213コード順）。
| 記号 | Unicode | JIS X 0213 | 文字参照         | 名称               |
| ---- | ------- | ---------- | ---------------- | ------------------ |
| ♯    | U+266F  | 1-2-84     | &#x266F; &#9839; | MUSIC SHARP SIGN   |
| ♭    | U+266D  | 1-2-85     | &#x266D; &#9837; | MUSIC FLAT SIGN    |
| ♪    | U+266A  | 1-2-86     | &#x266A; &#9834; | 8分音符            |
| ♮    | U+266E  | 1-2-90     | &#x266E; &#9838; | MUSIC NATURAL SIGN |
| ♫    | U+266B  | 1-2-91     | &#x266B; &#9835; | 連桁付き8分音符    |
| ♬    | U+266C  | 1-2-92     | &#x266C; &#9836; | 連桁付き16分音符   |
| ♩    | U+2669  | 1-2-93     | &#x2669; &#9833; | 4分音符            |

### JIS X 0213にはないが、Unicodeに収録されているもの
絵文字以外のものは、テキスト向けに用意されたものではなく、書式情報を組み込むことで楽譜を書くことができる。ただしグリフがそのように実装されているフォントは「Musica」など少数。
| 記号 | Unicode | JIS X 0213 | 文字参照            | 名称                                                                  |
| ---- | ------- | ---------- | ------------------- | --------------------------------------------------------------------- |
| 𝅜    | U+1D15C | -          | &#x1D15C; &#119132; | 倍全音符                                                              |
| 𝅝    | U+1D15D | -          | &#x1D15D; &#119133; | 全音符                                                                |
| 𝅗𝅥    | U+1D15E | -          | &#x1D15E; &#119134; | 2分音符                                                               |
| 𝅘𝅥    | U+1D15F | -          | &#x1D15F; &#119135; | 4分音符                                                               |
| 𝅘𝅥𝅮    | U+1D160 | -          | &#x1D160; &#119136; | 8分音符                                                               |
| 𝅘𝅥𝅯    | U+1D161 | -          | &#x1D161; &#119137; | 16分音符                                                              |
| 𝅘𝅥𝅰    | U+1D162 | -          | &#x1D162; &#119138; | 32分音符                                                              |
| 𝅘𝅥𝅱    | U+1D163 | -          | &#x1D163; &#119139; | 64分音符                                                              |
| 𝅘𝅥𝅲    | U+1D164 | -          | &#x1D164; &#119140; | 128分音符                                                             |
| 𝄺    | U+1D13A | -          | &#x1D13A; &#119098; | 倍全休符                                                              |
| 𝄻    | U+1D13B | -          | &#x1D13B; &#119099; | 全休符                                                                |
| 𝄼    | U+1D13C | -          | &#x1D13C; &#119100; | 2分休符                                                               |
| 𝄽    | U+1D13D | -          | &#x1D13D; &#119101; | 4分休符                                                               |
| 𝄾    | U+1D13E | -          | &#x1D13E; &#119102; | 8分休符                                                               |
| 𝄿    | U+1D13F | -          | &#x1D13F; &#119103; | 16分休符                                                              |
| 𝅀    | U+1D140 | -          | &#x1D140; &#119104; | 32分休符                                                              |
| 𝅁    | U+1D141 | -          | &#x1D141; &#119105; | 64分休符                                                              |
| 𝅂    | U+1D142 | -          | &#x1D142; &#119106; | 128分休符                                                             |
| 🎵   | U+1F3B5 | -          | &#x1F3B5; &#127925; | MUSICAL NOTE （iモード絵文字・EZweb絵文字・SoftBank絵文字）           |
| 🎶   | U+1F3B6 | -          | &#x1F3B6; &#127926; | MULTIPLE MUSICAL NOTES （iモード絵文字・EZweb絵文字・SoftBank絵文字） |
| 🎜    | U+1F39C | -          | &#x1F39C; &#127900; | BEAMED ASCENDING MUSICAL NOTES                                        |
| 🎝    | U+1F39D | -          | &#x1F39D; &#127901; | BEAMED DESCENDING MUSICAL NOTES                                       |